# Rollin' Days
「Rollin' Days」（ローリン・デイズ）は、Superflyの配信限定シングル。2011年5月18日配信開始。

## 概要
Superfly公式で配信曲がシングル扱いされるのは「Alright!!」以来である。6月15日発売のアルバム『Mind Travel』の冒頭を飾る曲で、アルバムからの先行シングルとしてリリースとなった。

## 収録曲
1. Rollin' Days
  - 作詞：越智志帆、作曲：多保孝一、編曲：蔦谷好位置

フジテレビ系テレビドラマ「BOSS 2ndシーズン」主題歌
発売前からYouTubeでPVが公開されていた。
2011年5月20日放送の『ミュージックステーション』でテレビ初披露となった。

## 収録アルバム
- 『Mind Travel』
- 『Superfly BEST』（Disc2）
- 『Superfly 10th Anniversary Greatest Hits “LOVE, PEACE & FIRE”』（Disc3）